# Institut d'Estadística i Cartografia d'Andalusia
L'Institut d'Estadística i Cartografia d'Andalusia (IECA), creat per la Llei 4/1989, de 12 de desembre, modificada per la Llei 4/2011, de 6 de juny,2 és una agència administrativa amb personalitat jurídica pública diferenciada, plena capacitat jurídica i d'obrar, patrimoni i tresoreria propis, així com amb autonomia de gestió per al compliment dels seus fins; segons el Decret 372/2009, del 17 de novembre.
És l'organisme públic responsable der coordinar l'activitat estadística i cartogràfica dels òrgans i entitats del Sistema Estadístic i Cartogràfic dAndalusia, així com de difondre els resultats estadístics i cartogràfics produïts pel mateix Institut.